# Черрі-Веллі (Каліфорнія)
Черрі-Веллі (англ. Cherry Valley) — переписна місцевість (CDP) в США, в окрузі Ріверсайд штату Каліфорнія. Населення — 6509 осіб (2020).

## Географія
Черрі-Веллі розташоване за координатами 33°58′46″ пн. ш. 116°58′10″ зх. д. / 33.97944° пн. ш. 116.96944° зх. д. (33.979546, -116.969522).  За даними Бюро перепису населення США в 2010 році переписна місцевість мала площу 20,94 км², уся площа — суходіл.

## Демографія
Згідно з переписом 2010 року, у переписній місцевості мешкали 6362 особи в 2612 домогосподарствах у складі 1709 родин. Густота населення становила 304 особи/км².  Було 2874 помешкання (137/км²).
Расовий склад населення:
| - 85,7 % — білих - 1,6 % — корінних американців - 1,4 % — азіатів - 1,0 % — чорних або афроамериканців - 0,1 % — вихідців з тихоокеанських островів - 7,1 % — осіб інших рас |

До двох чи більше рас належало 3,2 %. Частка іспаномовних становила 21,2 % від усіх жителів.
За віковим діапазоном населення розподілялося таким чином: 16,6 % — особи молодші 18 років, 54,3 % — особи у віці 18—64 років, 29,1 % — особи у віці 65 років та старші. Медіана віку мешканця становила 51,9 року. На 100 осіб жіночої статі у переписній місцевості припадало 90,7 чоловіків;  на 100 жінок у віці від 18 років та старших — 90,0 чоловіків також старших 18 років.
Середній дохід на одне домашнє господарство  становив 73 291 долар США (медіана — 58 383), а середній дохід на одну сім'ю — 87 728 доларів (медіана — 67 244). Медіана доходів становила 49 543 долари для чоловіків та 39 469 доларів для жінок. За межею бідності перебувало 9,8 % осіб, у тому числі 10,6 % дітей у віці до 18 років та 5,6 % осіб у віці 65 років та старших.
Цивільне працевлаштоване населення становило 2800 осіб. Основні галузі зайнятості: освіта, охорона здоров'я та соціальна допомога — 27,7 %, будівництво — 9,9 %, роздрібна торгівля — 9,6 %.